# Screwy Squirrel
Screwball "Screwy" Squirrel (noto anche in italiano come Lo scoiattolo Picchiatello) è un personaggio dei cartoni animati creato da Tex Avery per la Metro-Goldwyn-Mayer
ed apparso negli Stati Uniti in una serie di cortometraggi tra il 1944 e il 1946.
Ha l'aspetto di uno scoiattolo antropomorfo.
Tra il 1993 e il 1994 il personaggio è stato ripreso nella serie animata Droopy: Master Detective.

## Realizzatori
- Tex Avery (regia), Heck Allen (sceneggiatura)